# Penisa albolinearia
Penisa albolinearia är en fjärilsart som beskrevs av John Henry Leech 1897. Penisa albolinearia ingår i släktet Penisa och familjen nattflyn. Inga underarter finns listade i Catalogue of Life.